# 教父

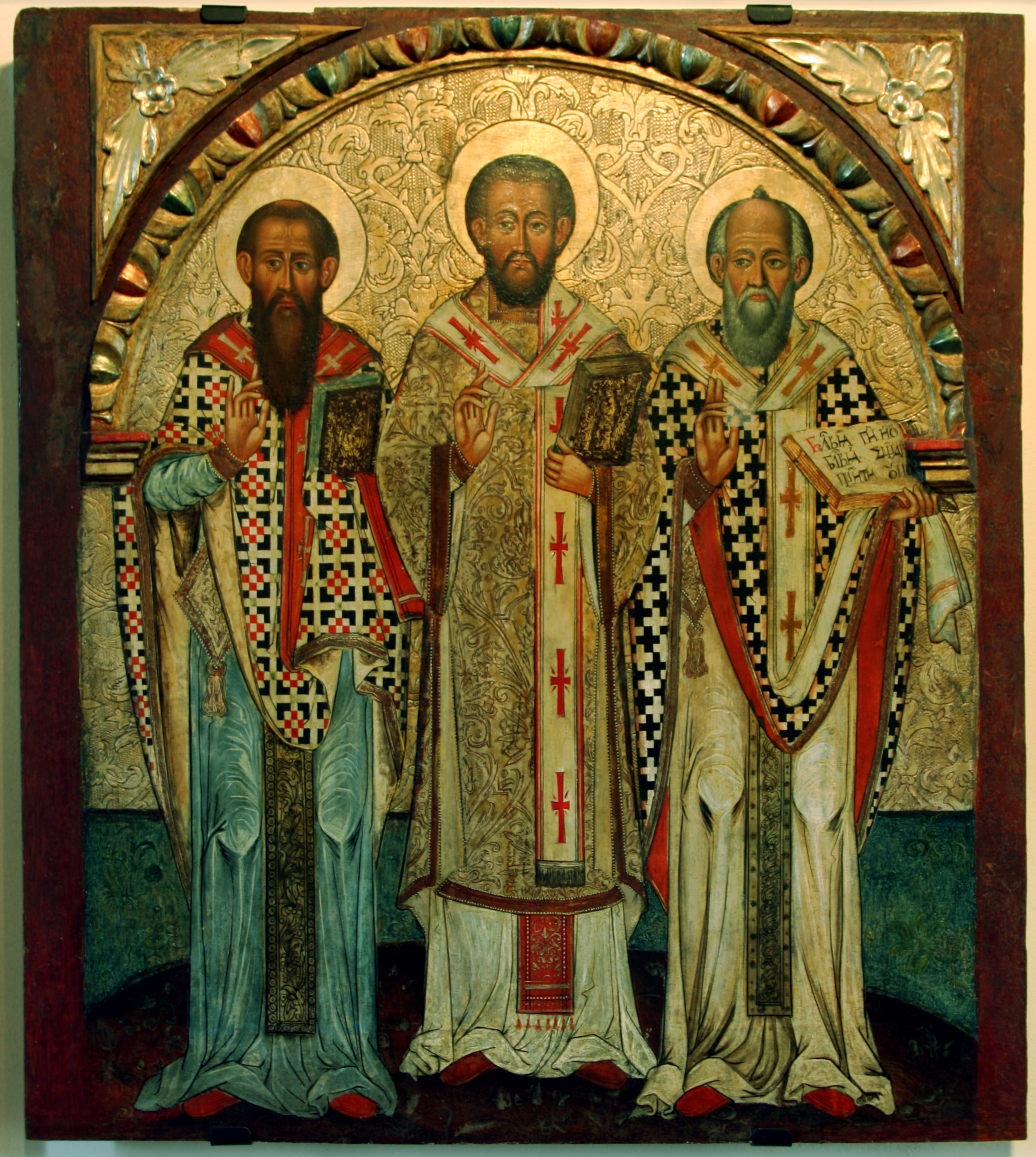
三成聖者大司祭首（さんせいせいしゃだいしさいしゅ）のイコン。カイサリアのバシレイオス（聖大ワシリイ）、ヨアンネス・クリュソストモス（金口イオアン）、ナジアンゾスのグレゴリオス（神学者グリゴリイ）。

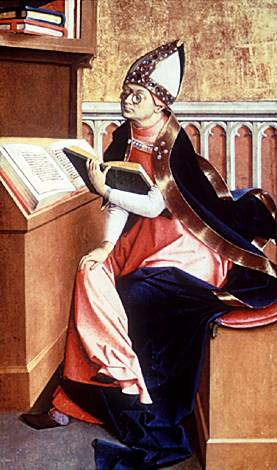
ヒッポのアウグスティヌス

教父（きょうふ、ギリシア語: Εκκλησιαστικοί Πατέρες、ラテン語: Patres Ecclesiae、ドイツ語: Kirchenväter、英語: Church Fathers）とはキリスト教用語で古代から中世初期、2世紀から8世紀ごろまでのキリスト教著述家のうち、とくに正統信仰の著述を行い、自らも聖なる生涯を送ったと歴史の中で認められてきた人々をいう。また、その思想を教父哲学という。
正教会の聖師父（せいしふ）にほぼ相当するが、聖師父は教父より時代的に広い範囲、すなわち、古代から近現代の正教会思想家にも適用される。なお、「聖師父」の語と概念は稀にカトリック教会関連の出版物にも見られ、正教会特有の概念ではない。
これとは異なる言葉の訳語としての用例（#その他の用例）もあるが、本項では上述した正統信仰の著述を残した人々について詳述する。

## 概念
多く聖人と看做されている人が多い。正統信仰の確立に寄与した著述家を呼ぶため、ネストリオス（ネストリウス）やアリウス（アレイオス）といった異端として排除された著述家たちは、この時代の人であっても一般に教父とはみなされない。いっぽうで、その言説の一部が否定されて後世に聖人とはされなかった著述家には、テルトゥリアヌスやオリゲネスなどのように、教父として重んじられたものもある。
教父（聖師父）というカテゴリーには新約聖書の著者たちは含まれない。最初の教父たちは、イエスの弟子である使徒たちから直接教えを受けた人々であり、彼らを「使徒教父」ないし「使徒的教父」という。使徒教父の次の世代で、ギリシア哲学の知識によってキリスト教批判者と論争し、正統信仰の確立に貢献した人々を「護教教父」という。また、著述がラテン語かギリシア語かによってそれぞれ「ラテン教父」「ギリシア教父」という分類がされることもある。教父のなかにはシリア語など、ラテン語・ギリシア語以外の言語で著述を行うものもあったが、その数はあまり多くない。
教父は東西教会の分裂に到る以前の著述家であるため、教父思想とその研究は、教派を超えたキリスト教共通の思想財の研究であるともいえる。とりわけ、ニカイア・コンスタンティノポリス信条(381年)成立前後までの教父の著述については、現存する全キリスト教教派に共通する思想財であるといえる。教父の研究を行う学問を教父学（聖師父学）という

## 著名な教父

### 使徒教父
- バルナバ
- ローマのクレメンス　 - 101年？
- アンティオキアのイグナティオス（神品致命者捧神者イグナティ） 35年？ - 107年？
- ポリュカルポス
- パピアス(en)
- マテテス(en)
- ヘルマス(en)

### 主なギリシア教父
カッコ内は日本正教会での呼称。
- ユスティノス　100年？ - 165年 （ローマで殉教）
- タティアノス 2世紀　（合併福音書『ディアテッサロン（英語版）』の著者[2]）
- アンティオキアのテオフィロス（英語版）　2世紀　（現存する著作は『アウトリュコスへ送る』のみ[3]）
- サルディスのメリトン（英語版）　2世紀 （小アジア西部、サルディスの司教。2世紀において最も尊敬された人物の一人。[4]）
- リヨンのエイレナイオス （リオンの致命者イリネイ）130年？ - 202年
- アレクサンドリアのクレメンス　150年？ - 216年以前
- オリゲネス（オリゲン） 182年？ - 251年
- グレゴリオス・タウマトゥルゴス（英語版）（奇蹟者グレゴリイ）213年？ - 270/275年 （オリゲネスのもとで5年間学ぶ[5]）
- エウセビオス（エウセウィ）　263？ - 339年　（『教会史』の著者、第1ニカイア公会議に出席）
- アレクサンドリアのアタナシオス（アレクサンドリヤの大主教アファナシイ） 298年 - 373年（第1ニカイア公会議に出席）
- エルサレムのキュリロス（イェルサリムの大主教キリル）313年？ - 386年（第1コンスタンティノポリス公会議に出席）
- ディデュモス（英語版） 313年 - 398年 （盲目のディデュモスと呼ばれる、主著は『聖霊論』）
- ナジアンゾスのグレゴリオス（神学者グリゴリイ） 329年？ - 389年（第1コンスタンティノポリス公会議に出席）
- バシレイオス（大ワシリイ） 330年？ - 379年（著作『ヘクサエメロン（六日間天地創造論）』）
- タルソスのディオドロス (英語版)　？ - 390年頃　（教理教育学校創立）
- ニュッサのグレゴリオス（ニッサの主教グリゴリイ）　335年？ - 394年？（第1コンスタンティノポリス公会議に出席）
- ポントスのエウァグリオス　345年 - 399年　（著作は『修行論』その他）
- サラミスのエピファニオス（英語版） 310–320年 – 403年（『パナリオン』『アンコラトス』）
- ヨアンネス・クリュソストモス（金口イオアン） 347年？ - 407年
- モプスエスティアのテオドロス　350年 - 428年　（著作は『教理教育講話』その他）
- アレクサンドリアのキュリロス　376年 - 444年　（エフェソス公会議に出席）
- ソクラテス・スコラスティコス　380年 - 439年？（著作『教会史』）
- キュロスのテオドレトス　393年 - 457年？（著作『教会史』）
- ソゾメノス（en）400年？ - 450年？（著作『教会史』）
- 偽ディオニュシオス・アレオパギテス　500年頃?（『天上位階論』『神秘神学』『書簡集』）
- アンティオキアのセウェロス　465年？ - 538年
- ヨアンネス・クリマコス（階梯者イオアン） 579年以前 - 649年
- 証聖者マクシモス（表信者マクシモス）　580年 - 662年
- ダマスコのヨアンネス　650年？ - 749年？　（アラブ人キリスト者、『知識の泉』「正統信仰の解明」）

### 主なラテン教父
- ミヌキウス・フェリクス（英語版）　生没年の詳細不詳 （対話形式護教論『オクタウィウス』の著者[6]）
- テルトゥリアヌス　 155年？ - 220年以降 （カルタゴ生まれの法律家。キリスト教初期の護教教父。[7]）
- ヒッポリュトス　170年？ - 235年？（強力な支援者によってカリストゥス1世に敵対する対立教皇に立てられる。著作はすべてギリシャ語。[8]）
- キプリアヌス　？ - 258年 （249年カルタゴの司教に選出される[9]）
- ノウァティアヌス　？ - 253/260年 （251年にローマの司教に選出されたコルネリウスと対立し、自ら司教に立つ。ローマ神学の創始者の一人。[10]）
- ラクタンティウス　240年？ - 320年？　（晩年に皇帝コンスタンティヌス1世の助言者となる）
- ポワティエのヒラリウス　 315年？ - 368年？
- ダマスス1世（Pope Damasus I）　305年？ - 384年　（第1コンスタンティノポリス公会議に教皇特使を派遣）
- アンブロシウス 340年？ - 397年　（著作『信仰について』『聖霊論』『秘跡論』）
- レメシアナのニケタス（英語版） 335年 – 414年 （賛美歌作者）
- ルフィヌス（英語版） 344/345年 - 411年
- ヒエロニムス　 347年？ - 420年
- アウグスティヌス （ヒッポのアウグスティヌス）　354年 - 430年
- ノラのパウリヌス（英語版） 354年 – 431年 （ローマの執政官を辞し、ノラの司教に）
- ヨハネス・カッシアヌス（英語版）　360年 - 435年
- レランスのウィンケンティウス（英語版）　？ - 445年 （格言集『コモンイトリウム』）
- ペトルス・クリソログス（英語版）　380年 - 450年 （教会博士とされる）
- レオ1世 (ローマ教皇)　 390年 - 461年　（カルケドン公会議に教皇特使を派遣[11]）
- ヌルシアのベネディクトゥス　 480年？ - 547年　（ベネディクト会の創立者）
- アイオナ島のコルンバ　521年 - 597年　（修道院の創立者、アイルランド、スコットランドの守護聖人）
- グレゴリウス1世 (ローマ教皇)　540年？ - 604年
- セビリアのイシドールス　560年？ - 636年

### 主なシリア教父
- タティアノス 2世紀　（合併福音書『ディアテッサロン（英語版）』の著者[2]）
- アフラハト（アフラアテス）　270年、280年 - 345年以降没[12][13]（著作『デモンストレーション』）
- シリアのエフレム（シリアの克肖者エフレム）　307年 - 373年(第1ニカイア公会議に司教ヤコブの従者として出席[14])
- ナルサイ（英語版）　399年 - 503年[12]
- マッブーグのフィロクセノス（英語版）　440年 - 523年[12]
- サルーグのヤコブ（英語版）　451年 - 521年[注釈 2]
- エフェソスのヨアンネス（英語版）　507年？ - 588年？[12][15]
- ニシビスのババイ（英語版）　551年 - 628年[16]
- シリアのイサアク（ニネベのイサアク）　7世紀
- エデッサのヤコブ（英語版）　633年？ - 708年[12]

### オリエンタル教父
- 啓蒙者グレゴリウス（英語版）　257年？ - 331年？　（キリスト教宣教者・アルメニアをキリスト教化する）
- グルジアのニノ　296年 - 338/340年　（キリスト教宣教者・グルジアをキリスト教化する）

### 砂漠の師父・教母、および、コプト教父

#### 師父
- 大アントニオス　251年？ - 356年
- 大パコミオス　292年？ - 348年
- ヒラリオン (修道士)（英語版）　291年？ - 371年？　（パレスティナの隠修士）
- エジプトのマカリオス　300年？ - 391年？
- ポイメン（英語版）　340年？ - 450年？
- アルセニオス（英語版）　350/354年 - 445年
- ポントスのエウァグリオス　345年 - 399年
- 修行者マルコ　　 - 430年以降　（『霊的法則について』）
- シナイのネイロス（英語版）（アンキュラのネイロス）？ - 430年以降 （息子テオドロスと共にシナイ山に隠棲した）
- ヨハネス・カシッアヌス（英語版）　360年 - 435年
- 大シェヌーテ[17]　348年？ - 466年？　（修道院長。エフェソス公会議にアレクサンドリア司教のキュリロスに随行して出席[18]）
- ガザのバルサヌフィオス（英語版）　？ - 540年？　（ガザの隠修士、多くの書簡を残す）
- 預言者ヨハネ（英語版）　？ - 543年？ （ガザの隠修士、バルサヌフィオスと多くの書簡を交わす）
- ガザのドロテオス（英語版）　505年？ - 565年？　(バルサヌフィオスと預言者ヨハネの弟子、『霊的修行の指針』)
- ヨアンネス・クリマコス 579年以前 - 649年 （シナイの隠修士、後に聖カタリナ修道院長、『楽園の梯子』の著者）

#### 教母
- アレクサンドリアのシュンクレティカ（英語版）　4世紀
- 大メラニア（英語版）　325年 - 417年　（エルサレムに男子修道院と女子修道院を創立）
- 小メラニア（英語版）　383年 - 439年 　（大メラニアの孫、エルサレムに男子隠遁所と女子修道院を創立）
- アレクサンドリアのテオドラ（英語版）　5世紀
- 砂漠のサラ（英語版）　5世紀

### ダマスコのヨアンネス以後の聖師父
- ストゥディオスのテオドロス（英語版） 759年 - 826年 （主著 『聖画像破壊論者への第一の駁論』[19]）
- 新神学者シメオン 949年 - 1022年 （著書 『100の実践的・神学的主要則』その他[20]）
- グレゴリオス・パラマス 1296年？ - 1359年 （著書 『聖なるヘシュカストのための弁護』その他[21]）
- ニコラオス・カバシラス 1322/1323年 - 1391年以降 （主著 『聖体礼儀註解』[22]）
- 隠修者フェオファン主教 1815年 - 1895年 （著書 『救いの道』その他）

## その他の用例
以下の用例は、別概念・別語源の言葉に対応する訳語であり、上述の"ラテン語: Patres Ecclesiae"に対応する語ではない。
カトリック教会の典礼の中では、現役の教皇を「私たちの教父」と呼ぶ慣習があるが、これはラテン語: Papa nostro の訳、すなわち"Papa"「教皇」の異訳である。明治期のカトリック教会でも、"Papa"「教皇」の訳語として「教父」を用いた用例が見られる。
また、カトリック教会では公会議の参加者を「公会議教父」(ラテン語: patres concilii) 、「諸教父」等と呼ぶ用例もある。
聖公会では、他教派の代父母に当たるものとして教父母があり、教父母のうち男性を教父（ラテン語: patrinus, 英語: godfatherに対応）と呼ぶ（女性は教母）。